# فرودگاه لاشندن
فرودگاه لاشندن (به انگلیسی: Lashenden (Headcorn) Airfield) (به زبان بومی: Royal Air Force Lashenden) یک فرودگاه خصوصی است که یک باند فرود چمن دارد و طول باند آن ۷۹۹ متر است. این فرودگاه در شهر کنت (انگلستان) کشور انگلستان قرار دارد و در ارتفاع ۲۱ متری از سطح دریا واقع شده است.